# Taddeo Grandi
Taddeo Grandi (Modena, 21 agosto 1840 – marzo 1909) è stato un patriota e scrittore italiano.

## Biografia
Figlio di Antonio e di Maria Pedretti.
Prese parte alle campagne del 1859, 1860, 1861. Ferito mentre combatteva agli ordini di Nino Bixio fu di nuovo volontario a Mentana ed infine, sempre a fianco di Giuseppe Garibaldi, combatté nella battaglia dei Vosgi.
Pubblicò nel 1880 (Tipografia Azzo Guidi, Bologna) il libro: "Ciro Menotti e i suoi compagni", nel quale si rievocano le vicende che portarono alla morte del patriota, giustiziato nel 1831 in seguito ad un non mai dimostrato tentativo di golpe ai danni di Francesco IV d'Este.
Il libro - del quale una copia è custodita presso la biblioteca del Museo del Risorgimento di Genova - è estremamente ricco di particolari riguardo alle vicende legate alla posa del monumento a Ciro Menotti in Modena.
Sposato con Giuseppina ebbe 5 figli, i cui nomi ne testimoniano la fede mazziniana: Ivo, Giuseppe Mazzini, Ciro Menotti, Anita Garibaldi ed Ofelia.
I figli di Ciro Menotti Grandi furono Anita Grandi e Giuseppe Garibaldi Grandi, a cui fu tolto il secondo nome Garibaldi all'Accademia Militare di Modena. Quest'ultimo fu capitano degli alpini morto in Russia nella seconda guerra mondiale, ed insignito della medaglia d'oro al valor militare, la cui morte è narrata da Nuto Revelli nel racconto della battaglia di Nikolaevka.

## Opere
- Taddeo Grandi, Ciro Menotti e i suoi compagni o le vicende politiche del 1821 e 1831 in Modena. Cenni storico-biografici, Bologna, Tip. della società Azzo Guidi, 1880.